# Верхній Сувариш
Верхній Сувари́ш (рос. Верхний Суварыш) — присілок у складі Далматовського району Курганської області, Росія. Входить до складу Далматовського міського поселення.
Населення — 154 особи (2010, 233 у 2002).
Національний склад станом на 2002 рік: росіяни — 82 %.